# 용감한 기자들
《용감한 기자들》은 2013년 2월 6일부터 2017년 8월 23일까지 방영된 대한민국의 텔레비전 프로그램이다.

## 출연자
- MC : 신동엽
- 패널[1] 레이디 제인, 김정민, 김태현, 윤정수
- 이전 패널 하나경, 선우, 낸시랭, 박샤론, 윤형빈, 홍석천, 허경환
- 수시로 바뀌는 기자단.

## 개요
해당 회차에서 선정된 주제에 따라 12명의 기자가 해당사건과 관련된 본인이 직접 취재한 이야기를 한다. 이중 네다섯명은 통편집된다. 출연하는 기자는 사회부, 정치부, 스포츠부, 연예부, 국제부, 의학부, 경제부 등 기본적인 것부터 여행전문, 보험전문, 애견전문, 북한전문 기자등 폭 넓게 존재하며 잠시 빠졌던 기자가 복귀하기도 한다. 프로그램이 끝나면 모든 출연자가 가장 재밌는 이야기를 한 기자를 뽑아 최다 득표자에게 용감한 기자상이라는 특별한 상을 주며 종종 공동 우승도 나온다.

## 기타
- 신동엽이 공동 사회자로 활동 중인 SBS 미운 우리 새끼는 당초 수요일 밤으로 편성될 예정이었으나 신동엽이 동시간대에  해당 프로그램 진행을 맡아왔던 탓인지[2] 불발됐다.